# 伊万里市立大川小学校
伊万里市立大川小学校（いまりしりつおおかわしょうがっこう）はかつて佐賀県伊万里市大川町大川野にあった市立の小学校。
2025年（令和7年）3月末に閉校し、伊万里市立小学校2校（大川・松浦）および中学校1校（東陵）の統合により、東陵中学校校地に「義務教育学校東陵学園」が開校した。

## 概要

### 歴史
1872年（明治5年）に多久の儒学者 草場船山が招かれ、「本立堂」を創立。数回の改組・改称を経て、現校名になったのは1954年（昭和29年）。2022年（令和4年）に創立150周年を迎えた。2025年（令和7年）3月末をもって閉校し、153年の歴史に幕を下ろした。

### 校章
中央に校名の「大川」の文字（縦書き）を置いている。

### 校歌
作詞は中原勇夫、作曲は富永定による。歌詞は3番まであり、各番に校名の「大川小学校」が登場する。

### 通学区域
住所表記で伊万里市の後に「大川町（宿、川西、駒鳴（こまなき）、立川（たつがわ）、片竹、戸石川、山口、井手口、東田代、長野、川原（かわばる）、相の谷）」が続く地域。

## 沿革
- 1872年（明治5年）6月 - 多久の儒学者であった草場船山が招かれ、「本立堂」が創立。
- 1873年（明治6年）4月 - 学制に基づき、賢勝寺に「大川小学校」（「大川野小学校」とも）が開設される。
- 1883年（明治16年）11月 - 大川野字町山に移転し、「本立小学校」に改称。
- 1886年（明治19年）- 小学校令の施行により、尋常科（4年制）を設置の上、「尋常本立小学校」に改称。
- 1889年（明治22年）- 町村制の施行により、大川村立の小学校となる。高等本立小学校が併設される[3]。
- 1892年（明治25年）- 「本立尋常小学校」・「本立高等小学校」に改称。
- 1894年（明治27年）- 乾鼓尋常小学校を統合の上、高等科を併置し、「大川尋常高等小学校」となる。
- 1907年（明治40年）- 小学校令改正により、義務教育年限（尋常科の修業年限）が4年から6年に延長される。
- 1914年（大正3年）- 現在地に校舎を新築し、移転を完了。
- 1941年（昭和16年）4月1日 - 国民学校令の施行により、「大川村国民学校」に改称。尋常科を初等科に改める（初等科6年・高等科2年）。
- 1942年（昭和17年）4月 - 立川炭鉱の労働者増加により、立川分校を設置。
- 1947年（昭和22年）4月1日 - 学制改革（六・三制）の実施により、国民学校初等科が「大川村立大川小学校」に改組・改称。
  - 国民学校高等科は青年学校普通科と統合され、新制中学校「大川村立大川中学校」に改組された。
  - 中学校校舎完成までの間、小学校校舎一部を貸与。
- 1951年（昭和26年）- 東田代分校を設置。
- 1954年（昭和29年）4月1日 - 町村合併により、「伊万里市立大川小学校」（現校名）に改称。
- 1962年（昭和37年）4月1日 - 特殊学級を設置[4]。
- 1963年（昭和38年）3月31日 - 東田代分校を廃止。
- 1974年（昭和39年）- 北部給食センターからの配送による学校給食を開始[5]。
- 1969年（昭和44年）3月31日 - 立川分校を廃止。
- 1993年（平成5年）4月1日 - 中学校の統合により、伊万里市立東陵中学校校区となる。
- 2025年（令和7年）3月31日 - 閉校[1]。

## 主な進学先
中学校区は伊万里市立東陵中学校。

## アクセス

### 最寄りの鉄道駅
- JR九州 筑肥線 「大川野駅」

### 最寄りのバス停留所
- 昭和自動車 大川野線「大川野宿」バス停留所

### 最寄りの幹線道路
- 佐賀県道38号相知山内線

## 周辺
- 賢勝寺
- 伊万里市大川コミュニティセンター（大川公民館・伊万里市大川出張所）・大川運動広場・大川体育館
- 伊万里警察署 大川警察官駐在所
- 伊万里・有田消防組合 伊万里消防署 東分署
- 大川野郵便局
- JA伊万里 四季の里大川
- 松浦川

## 参考資料
- 「伊万里市史 教育・人物編」（2003年（平成15年）3月31日発行, 伊万里市）p.369 - p.371